# Primi ministri dell'Armenia
Questa lista di primi ministri dell'Armenia elenca tutti i titolari dell'incarico di primo ministro dell'Armenia, nei due periodi in cui l'Armenia è stata indipendente: dal 1918 al 1920, con la Prima Repubblica di Armenia, e dal 1990 in poi, in seguito alla dichiarazione d'indipendenza dell'Armenia dall'Unione Sovietica.

## Primi ministri della Prima Repubblica di Armenia (1918-1920)
| Primo ministro      | Primo ministro | Mandato          | Mandato          | Partito politico                  |
| Primo ministro      | Primo ministro | Inizio           | Fine             | Partito politico                  |
| ------------------- | -------------- | ---------------- | ---------------- | --------------------------------- |
| Hovhannes Kajaznuni |                | 30 giugno 1918   | 28 maggio 1919   | Federazione Rivoluzionaria Armena |
| Alexander Khatisian |                | 28 maggio 1919   | 5 maggio 1920    | Federazione Rivoluzionaria Armena |
| Hamo Ohanjanyan     |                | 5 maggio 1920    | 25 novembre 1920 | Federazione Rivoluzionaria Armena |
| Simon Vratsian      |                | 25 novembre 1920 | 2 dicembre 1920  | Federazione Rivoluzionaria Armena |

## Primi ministri della Repubblica di Armenia (1990-oggi)
| Primo ministro                                 | Primo ministro   | Mandato           | Mandato                            | Partito politico               | Capi dello stato    |
| Primo ministro                                 | Primo ministro   | Inizio            | Fine                               | Partito politico               | Capi dello stato    |
| ---------------------------------------------- | ---------------- | ----------------- | ---------------------------------- | ------------------------------ | ------------------- |
| Vazgen Manukyan                                | \|               | 13 agosto 1990    | 22 novembre 1991                   | Unione Democratica Nazionale   | Lewon Ter-Petrosyan |
| Gagik Harutyunyan                              |                  | 22 novembre 1991  | 30 luglio 1992                     | Indipendente                   | Lewon Ter-Petrosyan |
| Khosrow Arutyunyan                             |                  | 30 luglio 1992    | 2 febbraio 1993                    | Indipendente                   | Lewon Ter-Petrosyan |
| Hrant Bagratyan                                |                  | 2 febbraio 1993   | 4 novembre 1996                    | Pan-Armenian National Movement | Lewon Ter-Petrosyan |
| Armen Sargsyan                                 |                  | 4 novembre 1996   | 20 marzo 1997                      | Indipendente                   | Lewon Ter-Petrosyan |
| Ṙobert K'očaryan                               |                  | 20 marzo 1997     | 10 aprile 1998                     | Indipendente                   | Lewon Ter-Petrosyan |
| Ṙobert K'očaryan                               | Ṙobert K'očaryan | 20 marzo 1997     | 10 aprile 1998                     | Indipendente                   |                     |
| Armen Darbinyan                                |                  | 10 aprile 1998    | 11 giugno 1999                     | Indipendente                   |                     |
| Vazgen Sargsyan                                |                  | 11 giugno 1999    | 27 ottobre 1999 (assassinato)      | Partito Repubblicano d'Armenia |                     |
| Aram Sargsyan                                  |                  | 3 novembre 1999   | 2 maggio 2000                      | Partito Repubblicano d'Armenia |                     |
| Andranik Margaryan                             |                  | 12 maggio 2000    | 25 marzo 2007 (deceduto in carica) | Partito Repubblicano d'Armenia |                     |
| Serž Sargsyan ad interim fino al 4 aprile 2007 |                  | 25 marzo 2007     | 4 aprile 2007                      | Partito Repubblicano d'Armenia |                     |
| Serž Sargsyan ad interim fino al 4 aprile 2007 | 4 aprile 2007    | 9 aprile 2008     |                                    | Partito Repubblicano d'Armenia |                     |
| Tigran Sargsyan                                |                  | 9 aprile 2008     | 13 aprile 2014                     | Partito Repubblicano d'Armenia | Serž Sargsyan       |
| Hovik Abrahamyan                               |                  | 13 aprile 2014    | 13 settembre 2016                  | Partito Repubblicano d'Armenia | Serž Sargsyan       |
| Karen Karapetyan                               |                  | 13 settembre 2016 | 17 aprile 2018                     | Partito Repubblicano d'Armenia | Serž Sargsyan       |
| Karen Karapetyan                               | Armen Sargsyan   | 13 settembre 2016 | 17 aprile 2018                     | Partito Repubblicano d'Armenia |                     |
| Serž Sargsyan                                  |                  | 17 aprile 2018    | 23 aprile 2018                     | Partito Repubblicano d'Armenia |                     |
| Karen Karapetyan ad interim                    |                  | 23 aprile 2018    | 8 maggio 2018                      | Partito Repubblicano d'Armenia |                     |
| Nikol Pashinyan                                |                  | 8 maggio 2018     | in carica                          | Contratto Civile               |                     |